# Sadik Kaceli
Sadik Kaceli, född 14 mars 1914 i Tirana i Albanien, död 24 december 2000 i Tirana, var en albansk konstnär.
Sadik föddes i en stor familj från Dajti-regionen i Tirana. Från 1929 var han var inskriven i Amerikanska Yrkesskolan i Albanien där han försökte sig på teckning. Han lärde sig om världskonsten vid ett offentligt bibliotek som grundades i Albanien av en dam vid namn Carnavron. Kaceli ville studera konst i Frankrike och kontaktade därför den franske konstnären Henri Matisse som besvarade hans brev den 12 april 1936. Henri Matisse gav honom rådet att kontakta André Lhote för hjälp att enrollera sig själv i École des Beaux-Arts. Med ekonomiskt hjälp från sina bröder kunde han studera vid den franska konsthögskolan mellan åren 1936 och 1941. Vid återvändandet till Albanien gav han konstlektioner vid skolor.
Sadik var en konstnär med realistisk stil men var oförmögen att helt anpassa sig till den kommunistiska konsten. Han blev därför marginaliserad av den kommunistiska regimen. Han är ihågkommen som både porträttmålare och landskapsmålare.